# 小行星4394
小行星4394（4394 Fritzheide）是一颗绕太阳运转的小行星，为主小行星带小行星。该小行星于1981年3月2日发现。

## 轨道参数
小行星4394的轨道半长轴为2.2492923 UA，离心率为0.231。